# Ashley Green
Ashley Green – wieś w Anglii, w hrabstwie Buckinghamshire, w dystrykcie (unitary authority) Buckinghamshire. Leży 41 km na północny zachód od centrum Londynu. W 2001 miejscowość liczyła 924 mieszkańców.